# Stawka Najwyższego Naczelnego Dowództwa
Stawka – kierownictwo (kwatera główna) Najwyższego Naczelnego Dowództwa (ros. Ставка Верховного главнокомандования) – najwyższy organ wojskowy, wykonujący w czasie II wojny światowej, po napaści Niemiec na ZSRR (1941–1945) zadania strategicznego kierowania siłami zbrojnymi ZSRR.
Utworzona decyzją Rady Komisarzy Ludowych ZSRR i Komitetu Centralnego Wszechzwiązkowej Komunistycznej Partii (bolszewików) 23 czerwca 1941 i początkowo była nazywana Stawką Naczelnego Dowództwa sił zbrojnych ZSRR. Na jej czele stanął ludowy komisarz obrony marszałek Siemion Timoszenko. Członkami byli: Gieorgij Żukow, Wiaczesław Mołotow, Klimient Woroszyłow, Siemion Budionny i Wasilij Kuzniecow.
10 lipca 1941 w związku z utworzeniem Głównych Dowództw na kierunkach działania (Północno-Zachodni, Zachodni i Południowo-Zachodni) przemianowano ją na Kwaterę Główną Najwyższego Naczelnego Dowództwa, a jej przewodniczącym został Stalin, a dodatkowym członkiem Borys Szaposznikow. 17 lutego 1945 decyzją Państwowego Komitetu Obrony w skład Stawki wchodzili: J.W. Stalin (przew.) Gieorgij Żukow, Aleksiej Antonow, Nikołaj Bułganin, Aleksandr Wasilewski, Nikołaj Kuzniecow.
Przy Stawce działał Komitet stałych doradców w składzie: Nikołaj Watutin, Nikołaj Wozniesienski, Nikołaj Woronow, Andriej Żdanow, P.F Żurawlow, Kirył Miereckow, Artiom Mikojan, Borys Szaposznikow i inni. Stawka wnosiła zmiany do struktury i organizacji sił zbrojnych, prowadziła planowanie kampanii i operacji strategicznych, stawiała zadania frontom i flotom, kierowała ich działaniami, uzgadniała działania i współdziałanie sił zbrojnych ZSRR i innych państw sojuszniczych, organizowała współdziałanie pomiędzy strategicznymi zgrupowaniami i związkami operacyjnymi sił zbrojnych i partyzantów. Stawka dysponowała rezerwami, które przydzielała frontom, rozdzielała zaopatrzenie, prowadziła kontrolę i analizę działań.
Organem wykonawczym Stawki był Sztab Generalny Sił Zbrojnych ZSRR, zarządy ministerstwa Obrony i ministerstwa Floty Wojennej. Stawka wypracowała w czasie wojny system dwustopniowego kierowania: Stawka – front (flota). W początkowym okresie wojny był system trzystopniowy: Stawka – Naczelny Dowódca kierunku – front. Trzystopniowy system był zdejmowany w miarę stabilizacji na frontach i doskonalenia dowodzenia frontami. W 1945 roku zatwierdzone zostało stanowisko Naczelnego Dowódcy na Dalekim Wschodzie, który kierował działaniami przeciwko Japonii. W tym wypadku trójstopniowy system spełnił swoją rolę. Naczelny Dowódca na Dalekim Wschodzie otrzymał szerokie pełnomocnictwa Stawki. Zastosowanie znalazł też instytut przedstawicieli Stawki. Znając zamiary i plany Stawki udzielali oni pomocy dowódcom związków strategicznych i operacyjnych w przygotowaniu i prowadzeniu operacji, koordynowali działania frontów, uzgadniali współdziałanie.
Przedstawicielami Stawki na poszczególnych frontach byli: Gieorgij Żukow, Aleksandr Wasilewski, Siemion Timoszenko, Klimient Woroszyłow, Aleksiej Antonow, Siergiej Sztiemienko i inni.